# 에볼루션 (프로레슬링)
에볼루션(Evolution)은 프로레슬링의 악역 스테이블이다. 구성원은 리더 트리플 H, 랜디 오턴, 바티스타다. 2003년 12월 아마게돈에서는 모두 챔피언이 되어 트리플 H가 월드 헤비급 챔피언십이, 릭 플레어와 바티스타가 월드 태그팀 챔피언십이, 랜디 오턴이 인터콘티넨탈 챔피언이 되었다. 2007년 11월, RAW 15주년에서 랜디 오턴만을 제외하고는 하루동안 다시 뭉치기도 하였다. 2014년 4월 14일 릭 플레어를 제외한 3인으로 공식적으로 재결성된다. 현재는 해체되었다.

## 분열 및 해체
2004년 8월 15일, 서머슬램에서 랜디 오턴이 월드 헤비급 챔피언이 었던 크리스 벤와를 이겨 월드 헤비급 챔피언의 자리를 오르게 된다. 그 다음날인 2004년 8월 16일 RAW에서 에볼루션은 랜디 오턴을 배신하여 대립이 시작되었다. 2005년 로얄럼블에서 바티스타가 로얄럼블에서 우승하게 되자 트리플H에게 도전하여 대립을 하였다. 바티스타는 트리플H를 이겨 월드 헤비급 챔피언이 오르게 되었고 계속 이어가다가 바티스타가 스맥다운으로 이적하였다. 2005년 10월 3일 RAW에는 트리플H가 릭 플레어를 배신 및 폭행을 하면서 2005년 10월 3일부로 해체되었다.

## 재결성
2014년 4월 14일 로우에서 더 쉴드를 공격하면서 재결성을 하면서 부활하게 된다.
쉴드와의 대결에서 승리하였지만 자신에게 WWE 월드 헤비웨이트 챔피언십 도전권을 준다는 약속을 지키지 않은 트리플 H에 불만을 품은 바티스타가 WWE를 다시 나가버리면서 재결성 2달만에 두번째 해체를 맞이한다.

## 멤버 변화
- 1기 (2002-2004) - 트리플 H, 릭 플레어, 바티스타, 랜디 오턴 - 2004년 8월 오턴 축출 , 2005년 3월 바티스타 탈퇴 , 2005년 10월 공식 해체
- 2기 (2014) - 트리플 H, 바티스타, 랜디 오턴 - 릭 플레어를 제외하고 10년만에 재결성 , 2014년 6월 공식 해체

## 탈퇴
- 릭 플레어

## 프로레슬링
- 프로레슬링 기술

- 바티스타

- 바티스타 밤(싯아웃 파워밤)

- 랜디 오턴

- RKO(점핑 커터)

- 트리플 에이치

- 페디그리(더블 언더훅 페이스버스터)

- 릭 플레어

- 피겨 포 레그락

## 챔피언 경력
- 월드 헤비급 챔피언십 (5회) - 트리플H (4회),랜디 오턴 (1회)
- 월드 태그팀 챔피언십 (2회) - 릭 플레어 (2회),바티스타 (2회)
- 인터콘티넨탈 챔피언 (1회) - 랜디 오턴 (1회)
- 2005년 로얄럼블 우승 - 바티스타

## 같이 보기
- 트리플 H
- 릭 플레어
- 바티스타
- 랜디 오턴
- 아마게돈